# Fortunatus Nwachukwu
Fortunatus Nwachukwu (Ntigha, 10 maggio 1960) è un arcivescovo cattolico e diplomatico nigeriano, dal 15 marzo 2023 segretario della sezione per la prima evangelizzazione e le nuove Chiese particolari del Dicastero per l'evangelizzazione.

## Biografia

### Origine e infanzia
Fortunatus Nwachukwu è nato il 10 maggio 1960 a Ntigha, Stato federato di Abia e diocesi di Umuahia, nella parte meridionale dell'allora protettorato britannico della Nigeria (oggi Repubblica Federale della Nigeria); appartenente al popolo igbo, con una propria lingua madre, è il terzo di dodici tra fratelli e sorelle. La guerra del Biafra (1967-1970) ha fortemente condizionato la sua infanzia: due delle sue sorelle minori sono morte in questo periodo e molti dei suoi amici morirono di kwashiorkor; egli stesso ha sofferto la fame e, assieme a due dei suoi fratelli, è stato separato dai genitori per parecchie settimane.
A causa di questa guerra non ha potuto frequentare la scuola per due anni, ma deciso a recuperare il tempo perduto ha conseguito l'istruzione secondaria in tre anni al posto di cinque.
Sua madre Bridget, originariamente anglicana, si è convertita al cattolicesimo quando ha sposato suo padre Innocenzo (m. 1997), che era un insegnante. Le osservazioni della sua famiglia materna riguardo alle pratiche proprie del cattolicesimo (celibato sacerdotale, culto dei santi, rosario) lo hanno spinto a studiare le Sacre Scritture.

### Ministero sacerdotale
Tra il 1977 ed il 1984 ha frequentato il seminario di Bigard ad Ikot Ekpene, trasferendosi poi ad Enugu. Ha ricevuto l'ordinazione sacerdotale il 17 giugno 1984 per imposizione delle mani di Anthony Gogo Nwedo, vescovo di Umuahia; si è incardinato, ventiquattrenne, come presbitero della medesima diocesi. Il 2 aprile 1990, con la bolla Praeteritis quidem, papa Giovanni Paolo II ha eretto la diocesi di Aba scorporandone il territorio dalla diocesi di Umuahia; lo stesso giorno, si è incardinato come presbitero della nuova sede.
Nominato vicario parrocchiale, ha contemporaneamente svolto altre funzioni presso il seminario minore della diocesi, tra le quali quelle di cappellano del Collegio Federale di Agricoltura di Umudike e del Collegio Federale di Educazione Alvan Ikoku (campus di Umuahia).

#### Studi dopo l'ordinazione
Nel 1986 è stato inviato a Roma per proseguire gli studi come allievo del Pontificio Istituto Biblico, ottenendo una laurea in Sacre Scritture; in seguito si è trasferito alla Facoltà di filosofia e teologia di Sankt Georgen a Francoforte, in Germania, ove ha studiato in particolare l'esegesi dell'Antico Testamento, avendo come professore il gesuita Norbert Lohfink.. Egli ha parimenti appreso l'ebraico moderno presso l'Università Ebraica di Gerusalemme. I suoi studi universitari sono stati coronati dall'ottenimento di un doppio dottorato, in teologia dogmatica presso la Pontificia Università Urbaniana, e in diritto canonico presso la Pontificia università "San Tommaso d'Aquino".

### Diplomatico della Santa Sede
Terminati gli studi presso la Pontificia Accademia Ecclesiastica nel 1992, è entrato nel servizio diplomatico della Santa Sede il 1º luglio 1994, lavorando presso le nunziature apostoliche in diversi paesi quali il Ghana, il Paraguay, l'Algeria, poi presso l'Ufficio delle Nazioni Unite ed Istituzioni specializzate a Ginevra. Ha pronunciato anche un discorso sui profughi presso l'Alto commissariato delle Nazioni Unite per i rifugiati.
Il 4 agosto 2004 papa Giovanni Paolo II gli ha conferito il titolo onorifico di Prelato d'onore di Sua Santità.
Dopo aver prestato servizio nella Seconda Sezione per le relazioni con gli Stati della Segreteria di Stato, ne è stato nominato capo del protocollo il 4 settembre 2007; è succeduto a Tommaso Caputo, nominato nunzio apostolico a Malta ed in Libia.

### Nunzio apostolico
Il 12 novembre 2012 papa Benedetto XVI lo ha nominato, cinquantaduenne, nunzio apostolico in Nicaragua, succedendo ad Henryk Józef Nowacki, trasferito a capo delle nunziature in Svezia ed Islanda; contestualmente gli è stato assegnata la sede titolare di Acquaviva con dignità di arcivescovo titolare, a titolo personale. Ha ricevuto la consacrazione episcopale il 6 gennaio 2013, presso la Basilica di San Pietro in Vaticano, per imposizione delle mani dello stesso pontefice, assistito dai co-consacranti cardinali Tarcisio Bertone, Segretario di Stato di Sua Santità, e Zenon Grocholewski, prefetto della Congregazione per l'educazione cattolica; assieme a lui sono stati ordinati anche Angelo Vincenzo Zani, Georg Gänswein e Nicolas Thévenin. Come suo motto episcopale il neo arcivescovo Nwachukwu ha scelto Solvere calceamenta, che tradotto vuol dire "Sciogliere i calzari". Il 18 febbraio è giunto in Nicaragua presentando le sue credenziali al presidente Daniel Ortega.
Nel 2013 è stato decorato dal comune di Triuggio dopo la delibera del consiglio comunale.
A seguito della sua ordinazione episcopale, ha fondato nel 2013 la Fortune Aquaviva Foundation, il cui scopo è quello di venire in aiuto dei preti, dei religiosi e delle religiose nigeriane che si trovano in stato di necessità.
Il 4 novembre 2017 papa Francesco lo ha trasferito, cinquantasettenne, come nunzio apostolico in Trinidad e Tobago, Antigua e Barbuda, Barbados, Dominica, Giamaica, Saint Kitts e Nevis, Saint Vincent e Grenadine e Guyana nonché delegato apostolico nelle Antille; in tutti gli incarichi è succeduto a Nicola Girasoli, trasferito a capo della nunziatura in Perù. Nel 2018 è stato nominato nunzio anche in altre nazioni: il 27 febbraio a Saint Lucia, Grenada e nelle Bahamas; il 9 marzo in Suriname; l'8 settembre in Belize, succedendo a Léon Kalenga Badikebele, trasferito come nunzio in Argentina il 17 marzo precedente.
Il 17 dicembre 2021 papa Francesco lo ha nominato, sessantunenne, osservatore permanente della Santa Sede presso l'Ufficio delle Nazioni Unite ed Istituzioni specializzate a Ginevra e l'Organizzazione mondiale del commercio e rappresentante della Santa Sede presso l'Organizzazione internazionale per le migrazioni; è succeduto ad Ivan Jurkovič, trasferito a capo della nunziatura apostolica in Canada il 5 giugno precedente.
Il 15 marzo 2023 il papa lo ha nominato, sessantaduenne, segretario della sezione per la prima evangelizzazione e le nuove Chiese particolari del Dicastero per l'evangelizzazione, succedendo a Protase Rugambwa.

## Genealogia episcopale e successione apostolica
La genealogia episcopale è:
- Cardinale Scipione Rebiba
- Cardinale Giulio Antonio Santori
- Cardinale Girolamo Bernerio, O.P.
- Arcivescovo Galeazzo Sanvitale
- Cardinale Ludovico Ludovisi
- Cardinale Luigi Caetani
- Cardinale Ulderico Carpegna
- Cardinale Paluzzo Paluzzi Altieri degli Albertoni
- Papa Benedetto XIII
- Papa Benedetto XIV
- Papa Clemente XIII
- Cardinale Bernardino Giraud
- Cardinale Alessandro Mattei
- Cardinale Pietro Francesco Galleffi
- Cardinale Giacomo Filippo Fransoni
- Cardinale Antonio Saverio De Luca
- Arcivescovo Gregor Leonhard Andreas von Scherr, O.S.B.
- Arcivescovo Friedrich von Schreiber
- Arcivescovo Franz Joseph von Stein
- Arcivescovo Joseph von Schork
- Vescovo Ferdinand von Schlör
- Arcivescovo Johann Jakob von Hauck
- Vescovo Ludwig Sebastian
- Cardinale Joseph Wendel
- Arcivescovo Josef Schneider
- Vescovo Josef Stangl
- Papa Benedetto XVI
- Arcivescovo Fortunatus Nwachukwu

La successione apostolica è:
- Vescovo Neil Sebastian Ricardo Scantlebury (2021)
- Vescovo Alain Ransay (2022)

## Opere
- (EN) An investigation into new interpretations of the christian faith by the newly evangelized, in The birth of systematic theology in contemporary black Africa, Roma, Pontificia Universitas Urbaniana, 1994,  p. 164, ISBN 978-88-401-3447-5.
- (EN) An example of the logic of pontifical diplomacy, in Canons 364 and 365, The Holy See and the State of Israel, Roma, Pontificia Studiorum Universitas a S. Thomas Aq. in urbe, 1996.
- Il coraggio di cambiare, in Togliti i sandali, Edizioni Paoline, marzo 2009,  p. 184, ISBN 978-88-315-3629-5.
- Awaiting the Holy Spirit: Biblical Reflections and Novena Prayers, febbraio 2021, ISBN 979-8709814080.